# مارچلو آمرو داسته
مارچلو آمرو داسته (ایتالیایی: Marcello Amero D'Aste; ۱ آوریل ۱۸۵۳ – ۱۷ سپتامبر ۱۹۳۱) دریابد نیروی دریایی سلطنتی ایتالیا بود.